# Munke Bjergby
Munke Bjergby – miasto w Danii, w regionie Zelandia, w gminie Sorø.